# 回村三天，二舅治好了我的精神内耗
《回村三天，二舅治好了我的精神内耗》，简称《二舅》，是哔哩哔哩用户“衣戈猜想”于2022年7月25日上传的一段原创视频，视频时长仅为11分27秒，全程由旁白和作者二舅的生活画面构成。视频上线仅数日，播放量就已超过千万，引起网民热议。

## 内容
二舅曾因发烧时被一醫生一天打4针而落下残疾，由此辍学在家。后来学习木匠，养家糊口。66岁時二舅用三轮车载着88岁的母亲出门做木工。

## 制作
7月26日，视频作者在接受《齐鲁晚报》采访时表示，视频中的故事是完全真实的，而且删除了一些传奇的经历；二舅的故事没有后续，今后也不会再拍摄类似视频。关于幕后制作，视频作者在接受极目新闻记者采访时表示，视频内容是由妻子持手机拍摄的，文案是自己写的。不过也有报道指出，实际情况和视频中展示的信息有出入，还有人质疑视频文案存在抄袭的情况。

## 评价
这则视频被许多网民赞为“今年看过最好的微纪录片”，认为它确如标题所言治愈了人们“精神内耗”。不过也有网民批评它是当代版的“活着”，有美化苦难的嫌疑，尤其视频最后一分钟的强行升华令人不适。还有观点认为视频中二舅的苦难是社会保障制度不健全所造成。
浙江日报发表评论认为，这则视频让人们看到了青年步入社会时的紧张和压力，以及克服压力的信心和希望。
第一财经援引《中国残疾人事业研究报告（2022）》，“像二舅这样的农村残疾人还非常需要社会的关注”，相关社会保障有待加强。
长平认为，在二舅的人生故事中，人们读出的是隐忍和顺从，“命苦不能怨政府，点背不能怨社会”。
香港01发表评论文章认为，中國需要建設的是一個在結構上更公平的社會，給二舅和做題家們多一些向上流動的機會，倘若單純寄望於二舅們帶來的精神撫慰，社會就可能被它的堅韌表象麻醉，長遠看，絕非國家之福。

## 后续
7月27日，视频作者发文称，由于担心被打扰，二舅已被从视频中的小山村接走。
7月31日，该视频已在中国网络上被限流，并指出视频中有多处涉及造假。

8月末，作者“衣戈猜想”向天目新闻透露，针对网友对视频的质疑，自己已经准备了一个长达40分钟的澄清视频，将于近期发布。
8月31日下午，“二舅作者将发布澄清视频”一度登上新浪微博热搜，但随后该话题即无法显示。
9月20日，作者“衣戈猜想”发布回应视频。

## 相关
- 2022年南西·裴洛西訪問台灣期間，有人用該視頻的口吻來諷刺中國大陸：「竄訪三天，佩洛西治好了中國十四億人的精神內耗」、「一瞬間，大家都不關注儲戶、斷貸、爛尾樓、隱私信息洩露了，佩洛西治好了我的精神內耗，佩洛西就是我二姨」。[30]
- 7月28日，推特账号“second uncle dao”的用户发行了名为“Second Uncle Coin”(二舅币/SUC)的数字货币，总量1万亿枚，声称会将筹款捐赠给二舅，为其提供养老保障。但该币很快就崩盘、跑路。经统计，二舅币被骗金额高达130万美元，相当于近877万元人民币[31][32]。